# Moye (Haute-Savoie)
Pour les articles homonymes, voir Moye.
Moye [mɔj] est une commune française située dans le département de la Haute-Savoie, en région Auvergne-Rhône-Alpes.

## Géographie
La commune de Moye fait partie du pays de l'Albanais et du canton de Rumilly.

## Urbanisme

### Typologie
Au 1er janvier 2024, Moye est catégorisée commune rurale à habitat dispersé, selon la nouvelle grille communale de densité à sept niveaux définie par l'Insee en 2022.
Elle est située hors unité urbaine. Par ailleurs la commune fait partie de l'aire d'attraction d'Annecy, dont elle est une commune de la couronne,. Cette aire, qui regroupe 79 communes, est catégorisée dans les aires de 200 000 à moins de 700 000 habitants,.

### Occupation des sols
L'occupation des sols de la commune, telle qu'elle ressort de la base de données européenne d’occupation biophysique des sols Corine Land Cover (CLC), est marquée par l'importance des territoires agricoles (53,8 % en 2018), en augmentation par rapport à 1990 (50,4 %). La répartition détaillée en 2018 est la suivante : 
forêts (43,8 %), zones agricoles hétérogènes (36,7 %), prairies (17,1 %), milieux à végétation arbustive et/ou herbacée (2,4 %).
L'IGN met par ailleurs à disposition un outil en ligne permettant de comparer l’évolution dans le temps de l’occupation des sols de la commune (ou de territoires à des échelles différentes). Plusieurs époques sont accessibles sous forme de cartes ou photos aériennes : la carte de Cassini (XVIIIe siècle), la carte d'état-major (1820-1866) et la période actuelle (1950 à aujourd'hui).

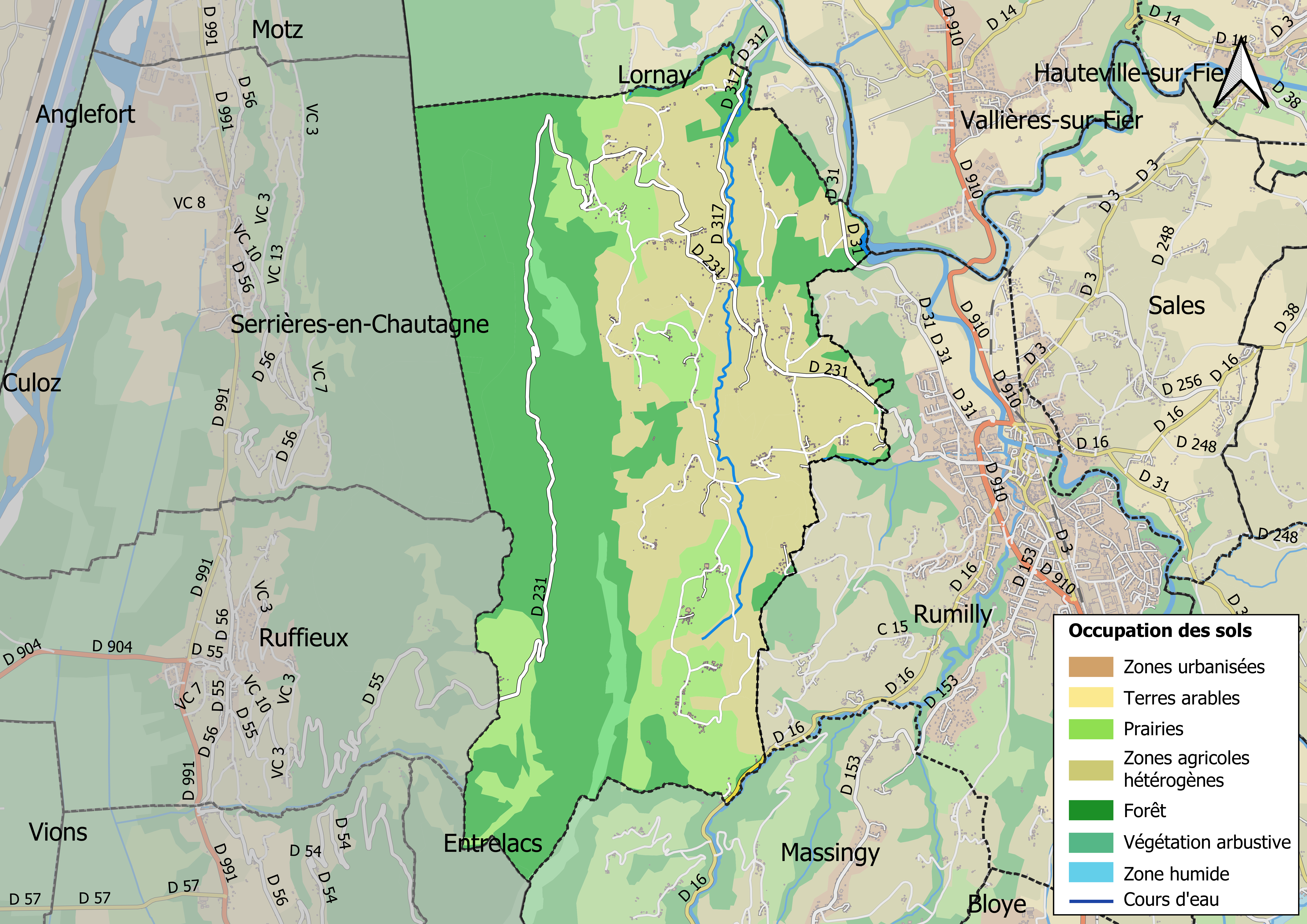
Carte des infrastructures et de l'occupation des sols en 2018 (CLC) de la commune.
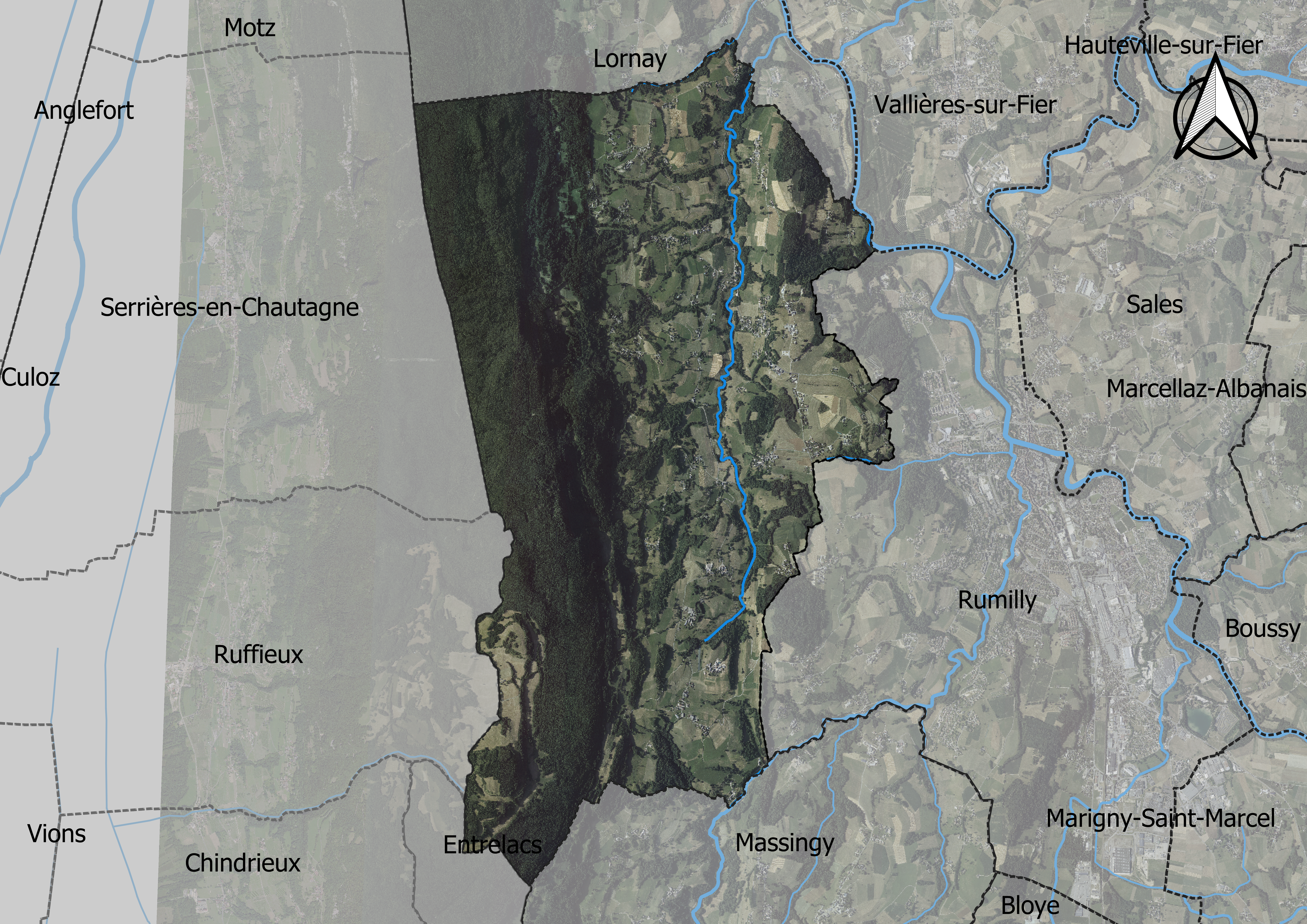
Carte orthophotogrammétrique de la commune.

## Toponymie
En francoprovençal, le nom de la commune s'écrit Moyi (graphie de Conflans) ou Moye (ORB).

## Histoire
En 1872, le maire François Favre demande à la Mère supérieure générale des Sœurs de Saint-Joseph de Chambéry de prendre en charge une école communale de filles, construite sur le terrain qu'elles ont reçu à la suite d'un legs et sur lequel elles ont fait construire une maison. Sœur Marie Cyrille Favier dirige l'école pendant 30 ans puis est remplacée par sœur Marie Laurence Blais, qui reste aussi en poste une trentaine d'années. Elles font des émules et de nombreuses jeunes filles de la commune entrent dans les ordres. Les sœurs s'occupent aussi de l'école ménagère, de la cantine scolaire, des soins infirmiers et de l'aide aux mourants. L'école des sœurs fonctionne jusqu'en 1974, année à partir de laquelle, le bâtiment devient un lieu de retraite et de repos pour les Carmélites de Chambéry. La dernière religieuse de Moye disparaît en 1994. La commune acquiert la maison en 1996.

## Politique et administration
| Période                                  | Période   | Identité         | Étiquette | Qualité                  |
| ---------------------------------------- | --------- | ---------------- | --------- | ------------------------ |
| mars 1989                                | mars 2001 | Hubert Laravoire | ...       | ...                      |
| mars 2001                                | mars 2020 | Christian Heison | DVD       | Conseiller départemental |
| mars 2020                                | En cours  | Martine Vibert   | ...       | ...                      |
| Les données manquantes sont à compléter. |           |                  |           |                          |

Elle fait partie de la communauté de communes Rumilly Terre de Savoie.

## Population et société

### Démographie
L'évolution du nombre d'habitants est connue à travers les recensements de la population effectués dans la commune depuis 1793. Pour les communes de moins de 10 000 habitants, une enquête de recensement portant sur toute la population est réalisée tous les cinq ans, les populations de référence des années intermédiaires étant quant à elles estimées par interpolation ou extrapolation. Pour la commune, le premier recensement exhaustif entrant dans le cadre du nouveau dispositif a été réalisé en 2004.

En 2022, la commune comptait 963 habitants, en évolution de −6,96 % par rapport à 2016 (Haute-Savoie : +6,01 %, France hors Mayotte : +2,11 %).
| 1793  | 1800  | 1806  | 1822  | 1838  | 1848  | 1858  | 1861  | 1866  |
| ----- | ----- | ----- | ----- | ----- | ----- | ----- | ----- | ----- |
| 1 011 | 1 082 | 1 010 | 1 216 | 1 333 | 1 424 | 1 337 | 1 265 | 1 274 |

| 1872  | 1876  | 1881  | 1886  | 1891  | 1896  | 1901  | 1906  | 1911  |
| ----- | ----- | ----- | ----- | ----- | ----- | ----- | ----- | ----- |
| 1 352 | 1 369 | 1 373 | 1 395 | 1 319 | 1 245 | 1 210 | 1 178 | 1 205 |

| 1921  | 1926  | 1931  | 1936 | 1946 | 1954 | 1962 | 1968 | 1975 |
| ----- | ----- | ----- | ---- | ---- | ---- | ---- | ---- | ---- |
| 1 063 | 1 070 | 1 021 | 888  | 915  | 795  | 717  | 630  | 535  |

| 1982 | 1990 | 1999 | 2004 | 2006  | 2009  | 2014  | 2019 | 2022 |
| ---- | ---- | ---- | ---- | ----- | ----- | ----- | ---- | ---- |
| 640  | 697  | 849  | 990  | 1 028 | 1 016 | 1 028 | 983  | 963  |

### Médias
- Télévision locale : 8 Mont-Blanc.

## Culture et patrimoine

### Lieux et monuments
- Église Notre-Dame de l'Assomption :... Camille Ruphy en fut l'architecte[11].

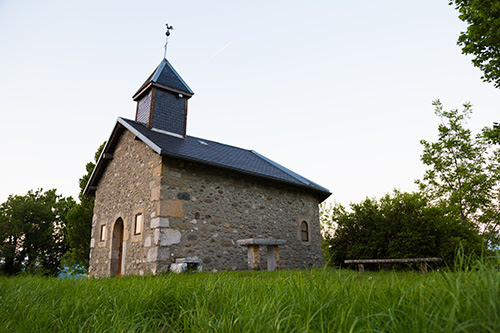
Chapelle Saint-Jean-Baptiste de Moye : desservait les hameaux du Nord de Moye.

- Chapelle de Poisu : la chapelle est devenue un bien communal depuis 2010. Elle est gérée conjointement entre la commune et l'association « La chapelle de Poisu » créée en 2007 par des habitants du village. Grâce à des dons et des subventions, l'extérieur de la chapelle a été restauré en 2011 : toiture, maçonnerie, assainissement pour retrouver sa splendeur d'origine.=
- Chapelle Saint-Jean-Baptiste : Initialement un oratoire construit par les sires de Rougemont vers la fin du XIVe siècle au pied du mont Clergeon. En 1730, les alentours immédiats connurent une période de débauches et d'excès appelée « abominations de 1730 ».
- Château de Novéry : en 1965, le professeur Gilbert Durand (1921-2012) acquiert le château et y vit durant une quarantaine d'années[12].

### Personnalités liées à la commune
- Gilbert Durand (1921-2012), résistant, professeur de Sociologie et d’Anthropologie à l’Université de Grenoble II, fondateur de l'université de Savoie.